# Олигополия Курно
Олигополия Курно — экономическая модель рыночной конкуренции. Названа в честь сформулировавшего её французского экономиста А. Курно (1801-1877).
Основные положения модели:
- На рынке действует фиксированное число {\displaystyle N>1} фирм, выпускающих экономическое благо одного наименования;
- Вход на рынок новых фирм и выход из него отсутствуют;
- Фирмы обладают рыночной властью. Замечание: сам Курно не знал, что такое рыночная власть. Этот термин появился позднее;
- Фирмы максимизируют свою прибыль и действуют без кооперации.

Общее количество фирм на рынке {\displaystyle N} предполагается известным всем участникам. Каждая фирма, принимая своё решение, считает выпуск остальных фирм заданным параметром (константой). Функции издержек фирм {\displaystyle c_{i}(q_{i})} могут быть различны и также предполагаются известными всем участникам.
Функция спроса представляет собой убывающую функцию от цены блага. Цена блага задана как цена равновесия отраслевого рынка (величина отраслевого предложения равна величине спроса на данное экономическое благо при одной и той же цене).

## Вычисление равновесия
Рассмотрим модель с двумя фирмами (дуополию). Для определения равновесной цены вычислим наилучшие ответы каждой из фирм.
Прибыль i-й фирмы имеет вид:
{\displaystyle \Pi _{i}=P(q_{1}+q_{2})\cdot q_{i}-C_{i}(q_{i})}.
Её наилучшим ответом является объём выпуска {\displaystyle q_{i}}, максимизирующий прибыль {\displaystyle \Pi _{i}} при заданном объёме выпуска другой фирмы {\displaystyle q_{j},j\neq i}. Фиксированность выпуска {\displaystyle q_{j}} в т.ч. означает, что i-й участник ожидает, что  
{\displaystyle {\frac {\partial q_{j}}{\partial q_{i}}}=0}.
Производная {\displaystyle \Pi _{i}} по переменной {\displaystyle q_{i}} имеет вид:
{\displaystyle {\frac {\partial \Pi _{i}}{\partial q_{i}}}={\frac {\partial P(q_{1}+q_{2})}{\partial q_{i}}}\cdot q_{i}+P(q_{1}+q_{2})-{\frac {\partial C_{i}(q_{i})}{\partial q_{i}}}}
Приравнивая её к нулю, получим:
{\displaystyle {\frac {\partial \Pi _{i}}{\partial q_{i}}}={\frac {\partial P(q_{1}+q_{2})}{\partial q_{i}}}\cdot q_{i}+P(q_{1}+q_{2})-{\frac {\partial C_{i}(q_{i})}{\partial q_{i}}}=0}
Значения {\displaystyle q_{i}}, удовлетворяющие данному условию, являются наилучшими ответами фирмы i. Равновесие в данной модели достигается, если {\displaystyle q_{1}} является наилучшим ответом на {\displaystyle q_{2}}, а {\displaystyle q_{2}} - наилучшим ответом на {\displaystyle q_{1}}.

### Пример
Пусть обратная функция спроса имеет вид: {\displaystyle P(q_{1}+q_{2})=a-(q_{1}+q_{2})}, а издержки {\displaystyle C_{i}(q_{i})} фирмы i  таковы, что {\displaystyle {\frac {\partial ^{2}C_{i}(q_{i})}{\partial q_{i}^{2}}}=0}, {\displaystyle {\frac {\partial C_{i}(q_{i})}{\partial q_{j}}}=0,j\neq \ i}. Тогда прибыль фирмы i составит:
{\displaystyle \Pi _{i}={\bigg (}a-(q_{1}+q_{2}){\bigg )}\cdot q_{i}-C_{i}(q_{i})}
Решение задачи максимизации имеет вид:
{\displaystyle {\frac {\partial {\bigg (}a-(q_{1}+q_{2}){\bigg )}}{\partial q_{i}}}\cdot q_{i}+a-(q_{1}+q_{2})-{\frac {\partial C_{i}(q_{i})}{\partial q_{i}}}=0}
Таким образом, задача фирмы 1:
{\displaystyle {\frac {\partial {\bigg (}a-(q_{1}+q_{2}){\bigg )}}{\partial q_{1}}}\cdot q_{1}+a-(q_{1}+q_{2})-{\frac {\partial C_{1}(q_{1})}{\partial q_{1}}}=0}
{\displaystyle \Rightarrow \ -q_{1}+a-(q_{1}+q_{2})-{\frac {\partial C_{1}(q_{1})}{\partial q_{1}}}=0}
{\displaystyle \Rightarrow \ q_{1}={\frac {a-q_{2}-{\frac {\partial C_{1}(q_{1})}{\partial q_{1}}}}{2}}}
Из симметрии рассматриваемой системы:
{\displaystyle \Rightarrow \ q_{2}={\frac {a-q_{1}-{\frac {\partial C_{2}(q_{2})}{\partial q_{2}}}}{2}}}
Полученные выражения представляют собой функции наилучших ответов. В равновесии Нэша обе фирмы будут придерживаться стратегий, являющихся решениями пары этих уравнений. Подставляя {\displaystyle q_{2}} в наилучший ответ фирмы 1, получим:
{\displaystyle \ q_{1}={\frac {a-{\bigg (}{\frac {a-q_{1}-{\frac {\partial C_{2}(q_{2})}{\partial q_{2}}}}{2}}{\bigg )}-{\frac {\partial C_{1}(q_{1})}{\partial q_{1}}}}{2}}}
{\displaystyle \Rightarrow \ q_{1}^{*}={\frac {a+{\frac {\partial C_{2}(q_{2})}{\partial q_{2}}}-2\cdot {\frac {\partial C_{1}(q_{1})}{\partial q_{1}}}}{3}}}
{\displaystyle \Rightarrow \ q_{2}^{*}={\frac {a+{\frac {\partial C_{1}(q_{1})}{\partial q_{1}}}-2\cdot {\frac {\partial C_{2}(q_{2})}{\partial q_{2}}}}{3}}}
Равновесием Нэша в этой системе являются объёмы выпуска {\displaystyle (q_{1}^{*},q_{2}^{*})}, а равновесная рыночная цена будет представлять собой величину {\displaystyle P(q_{1}+q_{2})=a-(q_{1}+q_{2})}.